# Campeonato Africano de Atletismo de 2010 - Revezamento 4x400 m masculino
A prova dos 4 x 400 metros estafetas masculino do Campeonato Africano de Atletismo de 2010 foi disputada entre os dias 31 de julho e 1 de agosto de 2010 em Nairóbi,  no Quênia. 

## Recordes
Antes desta competição, os recordes mundiais e do campeonato nesta prova eram os seguintes:
|                       | Nome                                                                      | Nacionalidade  | Tempo     | Local     | Data                   |
| --------------------- | ------------------------------------------------------------------------- | -------------- | --------- | --------- | ---------------------- |
| Recorde mundial       | Nesta Carter, Andrew Valmon, Quincy Watts Butch Reynolds, Michael Johnson | Estados Unidos | 2m 54s 29 | Estugarda | 22 de agosto de 1993   |
| Recorde do campeonato | Julius Sang, Tito Sawe Alfred Nyambane, David Kitur                       | Quênia         | 3m 01s 86 | Cairo     | 18 de agosto de 1985   |
| Recorde africano      | Clement Chukwu, Jude Monye Sunday Bada, Enefiok Udo-Obong                 | Nigéria        | 2m 58s 68 | Sydney    | 30 de setembro de 2000 |

## Medalhistas
| Ouro                                                                                     | Prata                                                                                              | Bronze                                                               |
| Quênia · Geoffrey Ngeno · Vincent Kiplangat Koskei · Julius Kirwa · Mark Kiprotich Mutai | Botswana · Isaac Makwala · Thapelo Ketlogetswe · Pako Seribe · Obakeng Ngwigwa · Tiroyaone Masake* | Nigéria · Saul Weigopwa · James Godday · Tobi Ogunmola · Isah Salihu |

- Atletas que participaram apenas nas baterias e receberam medalhas.

## Cronograma
Todos os horários são locais (UTC+3).
| Data         | Hora  | Evento  |
| ------------ | ----- | ------- |
| 31 de julho  | 18:50 | Bateria |
| 01 de agosto | 16:30 | Final   |

## Resultados

### Bateria
Qualificação: 3 atletas de cada bateria  (Q) mais os  2 melhores qualificados (q). 
| Posição | Bateria | Nacionalidade                  | Atletas                                                                                  | Tempo   | Notas            |
| ------- | ------- | ------------------------------ | ---------------------------------------------------------------------------------------- | ------- | ---------------- |
| 1       | 1       | Quênia                         | Geoffrey Ngeno, Vincent Kiplangat Koskei, Julius Kirwa, Mark Kiprotich Mutai             | 3:04.21 | Q                |
| 2       | 1       | Botswana                       | Pako Seribe, Isaac Makwala, Tiroyaone Masake, Obakeng Ngwigwa                            | 3:07.71 | Q                |
| 3       | 2       | Nigéria                        | Isah Salihu, James Godday, Tobi Ogunmola, Saul Weigopwa                                  | 3:08.86 | Q                |
| 4       | 1       | Sudão                          | Sadam Koumi, Abubaker Kaki, Hafz Hussein, Rabah Yousif                                   | 3:09.20 | Q                |
| 5       | 2       | Senegal                        | Mamadou Kasse Hanne, Mor Seck, Amadou Ndiaye, Mamadou Gueye                              | 3:09.87 | Q                |
| 6       | 1       | Etiópia                        | Habtamu Gobe, Hago Tadesse, Zemenu Kassaw, Bereket Desta                                 | 3:10.11 | q                |
| 7       | 2       | Uganda                         | Anthony Okiror, Ali Ngaimoko, Ramadhan Akula, Emmanuel Tugumisirize                      | 3:10.28 | Q                |
| 8       | 1       | Tanzânia                       | Augustino Mande, Laurent Masatu, Kassim Hussein Salehe, Frank Martin                     | 3:16.00 | q                |
| 9       | 1       | Ruanda                         | Hermas Muvunyi, Emmanuel Ntakirutimana, Thimote Bagina, Moussa Bizimana                  | 3:21.01 | Recorde nacional |
| 10      | 2       | Angola                         | Nicolau Palanca, Lourenco Bartolo Antonio, Domingos Pascoal Moulho, Manuel Andre Antonio | 3:26.47 |                  |
| 98 !    | 2       | Somália                        | Abdalla Mohamed Hussein, Abdinaser Said Ibrahim, Nor Osman Nor, Abdishakor Nagea Abdulle | DSQ     |                  |
| 99 !    | 1       | República Democrática do Congo |                                                                                          | DNS     |                  |
| 99 !    | 2       | Gana                           |                                                                                          | DNS     |                  |
| 99 !    | 2       | Seicheles                      |                                                                                          | DNS     |                  |
| 99 !    | 2       | Zâmbia                         |                                                                                          | DNS     |                  |

### Final
| Posição           | Nacionalidade | Atletas                                                                      | Tempo   | Notas |
| ----------------- | ------------- | ---------------------------------------------------------------------------- | ------- | ----- |
| Medalha de ouro   | Quênia        | Geoffrey Ngeno, Vincent Kiplangat Koskei, Julius Kirwa, Mark Kiprotich Mutai | 3:02.96 |       |
| Medalha de prata  | Botswana      | Isaac Makwala, Thapelo Ketlogetswe, Pako Seribe, Obakeng Ngwigwa             | 3:05.16 |       |
| Medalha de bronze | Nigéria       | Saul Weigopwa, James Godday, Tobi Ogunmola, Isah Salihu                      | 3:06.53 |       |
| 4                 | Sudão         | Sadam Koumi, Abubaker Kaki, Hafz Hussein, Rabah Yousif                       | 3:08.52 |       |
| 5                 | Senegal       | Amadou Ndiaye, Abdourahmane N'Dour, Mor Seck, Mamadou Gueye                  | 3:08.94 |       |
| 6                 | Etiópia       | Habtamu Gobe, Hago Tadesse, Bereket Desta, Fikadu Dejene                     | 3:08.96 |       |
| 7                 | Uganda        | Anthony Okiror, Ali Ngaimoko, Ramadhan Akula, Emmanuel Tugumisirize          | 3:09.41 |       |
| 08 !              | Tanzânia      | Augustino Mande, Laurent Masatu, Kassim Hussein Salehe, Frank Martin         | 3:16.03 |       |

Legenda
| Recorde mundial       | Recorde mundial (World record)               |                       | Recorde africano                      | Recorde africano (African) |                                           | Q | Classificado por posição (Qualified) |
| Recorde do campeonato | Recorde do campeonato (Championship record)  | Recorde da América    | Recorde da América (Americas)         | q                          | Classificado por melhor tempo (Qualified) |   |                                      |
| Melhor marca do ano   | Melhor marca do ano (World leading)          | Recorde asiático      | Recorde asiático (Asian)              | DNS                        | Não largou (Did not start)                |   |                                      |
| Recorde nacional      | Recorde nacional (National record)           | Recorde europeu       | Recorde europeu (European)            | DNF                        | Não terminou (Did not finish)             |   |                                      |
| Recorde pessoal       | Recorde pessoal do atleta (Personal best)    | Recorde da Oceania    | Recorde da Oceania (Oceania)          | DSQ / DQ                   | Desclassificado (Disqualified)            |   |                                      |
| Recorde da temporada  | Recorde da temporada do atleta (Season best) | Recorde sul-americano | Recorde sul-americano (South America) | NM                         | Sem marca (No mark)                       |   |                                      |